# 头门港站
头门港站，位于中华人民共和国浙江省台州市临海市上盘镇，是金台铁路上的火车站，于2021年6月25日启用。

## 车站周边
- 吉利汽车临海制造基地
- 头门港

## 外部連結
- 中国铁路客户服务中心 （页面存档备份，存于）